# Progressive scanning

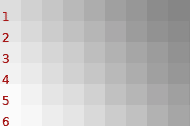
Progressive scan

Progressive scanning is een techniek voor het weergeven, opslaan of doorgeven van bewegende beelden, waarbij een frame niet uit verschillende fields bestaat, maar alle beeldlijnen in volgorde worden ververst. Dit in tegenstelling tot de methode van interlaced scanning, die bij oudere televisies wordt gebruikt. Progressief scannen werd veelal in de beeldschermen gebruikt van personal computers met nog een kathodestraalbuis en in televisiemodellen.
Voordelen van een progressive scan zijn:
- Grote verticale resolutie, zoals mogelijk in 720p of 1080p HDTV.
- Geen trilling van horizontale lijnen
- Gemakkelijkere compressie van de bewegende beelden

Nadelen:
- Snelle bewegingen worden soms schokkerig en
- snelle titelrollen worden bijna onleesbaar.